# Ortona dei Marsi
Ortona dei Marsi – miejscowość i gmina we Włoszech, w regionie Abruzja, w prowincji L’Aquila.
Według danych na rok 2004 gminę zamieszkiwały 803 osoby, 15,4 os./km².